# 서민금융진흥원
서민금융진흥원(庶民金融振興院, 영어: Korea Inclusive Finance Agency)은 서민의 원활한 금융생활을 지원하기 위하여 설립된 서민금융정책기관이다. 2016년 출범 당시 자본금은 200억원으로 하나은행, 국민은행, 우리은행, 신한은행, NH농협은행 등 5대 은행과 한국자산관리공사가 각각 25억원씩 출자했으며 그외에도 23개 생명보험회사와 11개 손해보험회사도 17억원, 11억원을 출자했다.
 서울특별시 중구 세종대로 124 프레스센터 4층, 5층에 있다.

## 설립 근거
- 서민의 금융생활 지원에 관한 법률[6]

## 주요 업무
- 서민의 금융생활 관련 상담, 교육 및 정보제공
- 서민의 경제적 자립을 지원하기 위한 취업 및 금융상품 등의 알선
- 서민의 금융생활 관련 조사·연구 및 대외 교류·협력
- 서민에 대한 신용보증 및 자금대출
- 진흥원의 업무수행에 따른 출자 및 투자
- 서민금융 지원을 조건으로 금융회사에 대한 출연과 출자
- 서민금융 지원 실적이 우수한 금융회사에 대한 출연과 출자
- 지방자치단체가 운영하는 대통령령으로 정하는 서민금융지원센터에 대한 자금 지원
- 사업수행기관에 대한 지원 및 감독
- 자금 대여 및 출연
- 서민금융협의회의 운영 사무
- 금융회사가 휴면예금관리계정에 출연한 휴면예금의 관리·운용
- 휴면예금 원권리자에 대하여 휴면예금을 갈음하는 금액의 지급
- 신용회복위원회로부터 위탁받은 사업
- 서민금융 종합정보시스템의 구축·운영
- 그 밖에 서민 금융생활 지원을 위하여 필요한 업무로서 대통령령으로 정하는 업무

## 연혁
- 2016년 3월 서민금융진흥원설립준비위원회 구성
- 2016년 9월 23일 서민금융진흥원 출범[7]
- 2018년 2월 1일 기타공공기관으로 지정

## 조직

### 서민금융진흥원장
- 운영위원회
- 휴면예금관리위원회
- 이사회
- 감사
  - 감사팀

#### 부원장

##### 경영지원본부
- 기획조정부
- 경영지원부
- 디지털혁신부
- 홍보실

##### 금융지원본부
- 금융기획부
- 금융사업부
- 보증관리부

##### 자활기획본부
- 자활기획부
- 컨설팅취업부
- 금융교육부
- 고객상담부

## 같이 보기
- 서민주택금융재단
- 신용회복위원회